# Liste der Bodendenkmäler in Bogen (Stadt)
Auf dieser Seite sind die Bodendenkmäler in der niederbayerischen Stadt Bogen zusammengestellt. Diese Tabelle ist eine Teilliste der Liste der Bodendenkmäler in Bayern. Grundlage ist die Bayerische Denkmalliste, die auf Basis des Bayerischen Denkmalschutzgesetzes vom 1. Oktober 1973 erstmals erstellt wurde und seither durch das Bayerische Landesamt für Denkmalpflege geführt wird. Die folgenden Angaben ersetzen nicht die rechtsverbindliche Auskunft der Denkmalschutzbehörde.

## Bodendenkmäler der Gemeinde Bogen

### Bodendenkmäler in der Gemarkung Bogenberg
| Lage                 | Objekt | Akten-Nr.     | Bild |
| -------------------- | --- | ------------- | ---- |
| Bogenberg (Standort) | Vor- und frühgeschichtliche Wallanlagen auf dem Bogenberg mit vorgeschichtlichen und mittelalterlichen Siedlungsfunden, unter anderem des Neolithikums, der frühen und mittleren Bronzezeit, der Urnenfelderzeit, des frühen, hohen und späten Mittelalters sowie der frühen Neuzeit. Reihengräber des frühen Mittelalters.                | D-2-7042-0002 |      |
| Bogenberg (Standort) | Körpergräber mit Kreisgräben vor- und frühgeschichtlicher oder frühmittelalterlicher Zeitstellung. | D-2-7042-0006 |      |
| Bogenberg (Standort) | Station des Paläolithikums, unter anderem des Spätpaläolithikums, und des Mesolithikums sowie Siedlung des Neolithikums. | D-2-7042-0007 |      |
| Bogenberg (Standort) | Station des Paläolithikums und des Mesolithikums sowie Siedlung der Bronzezeit bis Urnenfelderzeit. | D-2-7042-0008 |      |
| Bogenberg (Standort) | Station des Mesolithikums und Siedlung der Bronzezeit und Urnenfelderzeit. | D-2-7042-0009 |      |
| Bogenberg (Standort) | Untertägige mittelalterliche und frühneuzeitliche Befunde im Bereich der Katholischen Pfarr- und Wallfahrtskirche Hl. Kreuz und Mariae Himmelfahrt auf dem Bogenberg samt Bestattungen im Kircheninnenraum, Friedhofskapelle und Friedhof, der im 19. Jh. abgebrochenen Kapelle St. Alexius und des Pfarrhofs sowie deren Vorgängerbauten. | D-2-7042-0065 |      |
| Bogenberg (Standort) | Untertägige mittelalterliche und frühneuzeitliche Befunde im Bereich der Katholischen Kirche St. Salvator auf dem Bogenberg, der zugehörigen Klause und deren Vorgängerbauten. | D-2-7042-0066 |      |
| Bogenberg (Standort) | Turmhügel des Mittelalters. | D-2-7142-0138 |      |
| Bogenberg (Standort) | Kreisgräben vor- und frühgeschichtlicher Zeitstellung. | D-2-7142-0140 |      |
| Bogenberg (Standort) | Untertägige mittelalterliche und frühneuzeitliche Befunde im Bereich der Katholischen Kapelle St. Ulrich beim Hutterhof. | D-2-7142-0413 |      |

### Bodendenkmäler in der Gemarkung Bogen
| Lage             | Objekt | Akten-Nr.     | Bild |
| ---------------- | --- | ------------- | ---- |
| Bogen (Standort) | Burgstall des Mittelalters. | D-2-7042-0001 |      |
| Bogen (Standort) | Vorgeschichtliche Siedlung, unter anderem Station des Paläolithikums, insbesondere des Mittel- und Spätpaläolithikums sowie des Mesolithikums.    | D-2-7042-0005 |      |
| Bogen (Standort) | Körpergräber vor- oder frühgeschichtlicher Zeitstellung.                                                                                          | D-2-7042-0060 |      |
| Bogen (Standort) | Körpergräber vor- oder frühgeschichtlicher Zeitstellung.                                                                                          | D-2-7042-0061 |      |
| Bogen (Standort) | Körpergräber vor- oder frühgeschichtlicher Zeitstellung.                                                                                          | D-2-7042-0062 |      |
| Bogen (Standort) | Untertägige mittelalterliche und frühneuzeitliche Befunde im Bereich der Katholischen Pfarrkirche St. Florian in Bogen und deren Vorgängerbauten. | D-2-7042-0063 |      |
| Bogen (Standort) | Untertägige mittelalterliche und frühneuzeitliche Siedlungsteile im Bereich der historischen Marktsiedlung von Bogen.                             | D-2-7042-0064 |      |

### Bodendenkmäler in der Gemarkung Degernbach
| Lage                  | Objekt | Akten-Nr.     | Bild |
| --------------------- | --- | ------------- | ---- |
| Degernbach (Standort) | Burgstall des Mittelalters. | D-2-7042-0010 |      |
| Degernbach (Standort) | Burgstall des Mittelalters. | D-2-7042-0011 |      |
| Degernbach (Standort) | Trichtergrube vor- und frühgeschichtlicher Zeitstellung und vorgeschichtlicher Grabhügel. | D-2-7042-0012 |      |
| Degernbach (Standort) | Siedlung vor- und frühgeschichtlicher Zeitstellung. | D-2-7042-0014 |      |
| Degernbach (Standort) | Untertägige mittelalterliche und frühneuzeitliche Befunde im Bereich der Katholischen Pfarrkirche St. Andreas in Degernbach, darunter der Friedhof mit spätgotischer Friedhofskapelle, sowie deren Vorgängerbauten. | D-2-7042-0068 |      |
| Degernbach (Standort) | Untertägige mittelalterliche und frühneuzeitliche Befunde im Bereich der Katholischen Filialkirche St. Stephan in Stephling.                                                                                        | D-2-7042-0084 |      |

### Bodendenkmäler in der Gemarkung Oberalteich
| Lage                   | Objekt | Akten-Nr.     | Bild |
| ---------------------- | --- | ------------- | ---- |
| Oberalteich (Standort) | Siedlung der späten Bronzezeit, der Urnenfelderzeit und Latènezeit. | D-2-7041-0129 |      |
| Oberalteich (Standort) | Siedlung der Urnenfelderzeit und Körpergräber vor- und frühgeschichtlicher Zeitstellung. | D-2-7041-0130 |      |
| Oberalteich (Standort) | Verebnetes viereckiges Grabenwerk vor- und frühgeschichtlicher oder mittelalterlicher Zeitstellung. | D-2-7041-0131 |      |
| Oberalteich (Standort) | Siedlung der Bronzezeit. | D-2-7041-0132 |      |
| Oberalteich (Standort) | Siedlung vorgeschichtlicher Zeitstellung, unter anderem des Neolithikums und der Latènezeit. | D-2-7041-0180 |      |
| Oberalteich (Standort) | Burgstall des späten Mittelalters. | D-2-7042-0015 |      |
| Oberalteich (Standort) | Siedlung der Bronzezeit. | D-2-7042-0017 |      |
| Oberalteich (Standort) | Siedlung vor- und frühgeschichtlicher Zeitstellung. | D-2-7042-0018 |      |
| Oberalteich (Standort) | Siedlung vor- und frühgeschichtlicher Zeitstellung. | D-2-7042-0019 |      |
| Oberalteich (Standort) | Siedlung vor- und frühgeschichtlicher Zeitstellung, unter anderem der Linearbandkeramik, der Hallstatt- und Latènezeit sowie des frühen Mittelalters.                                                                                                  | D-2-7042-0020 |      |
| Oberalteich (Standort) | Siedlung vorgeschichtlicher Zeitstellung. | D-2-7042-0034 |      |
| Oberalteich (Standort) | Untertägige mittelalterliche und frühneuzeitliche Befunde im Bereich der Katholischen Pfarrkirche St. Peter und Paul in Oberalteich (ehemalige Klosterkirche), darunter Spuren der Vorgängerbauten, Bestattungen im Kircheninnenraum und der Friedhof. | D-2-7042-0070 |      |
| Oberalteich (Standort) | Untertägige mittelalterliche und frühneuzeitliche Befunde im Bereich des ehemaligen Benediktinerklosters Oberalteich, darunter Kloster- und zugehörige Wirtschaftsgebäude sowie deren Vorgängerbauten.                                                 | D-2-7042-0071 |      |
| Oberalteich (Standort) | Untertägige mittelalterliche und frühneuzeitliche Befunde im Bereich der Kapelle St. Pankratius in Weidenhofen, darunter Spuren von Vorgängerbauten und der Befestigung der Anhöhe.                                                                    | D-2-7042-0087 |      |
| Oberalteich (Standort) | Siedlung und Körpergräber des frühen Mittelalters. | D-2-7042-0142 |      |

### Bodendenkmäler in der Gemarkung Pfelling
| Lage                | Objekt | Akten-Nr.     | Bild |
| ------------------- | --- | ------------- | ---- |
| Pfelling (Standort) | Burgstall oder Schanze des Mittelalters bzw. der frühen Neuzeit. | D-2-7142-0172 |      |
| Pfelling (Standort) | Bestattungsplatz der Glockenbecherkultur, Siedlung der späten Hallstatt- und der frühen Latènezeit.                                                                                 | D-2-7142-0173 |      |
| Pfelling (Standort) | Siedlung der frühen Latènezeit, der frühen und späten römischen Kaiserzeit sowie des Mittelalters.                                                                                  | D-2-7142-0174 |      |
| Pfelling (Standort) | Grabenwerk und Siedlung vor- und frühgeschichtlicher Zeitstellung. | D-2-7142-0175 |      |
| Pfelling (Standort) | Station des Mesolithikums und Siedlung des Neolithikums. | D-2-7142-0177 |      |
| Pfelling (Standort) | Station des Mittelpaläolithikums und des Mesolithikums. | D-2-7142-0178 |      |
| Pfelling (Standort) | Siedlung vor- und frühgeschichtlicher Zeitstellung. | D-2-7142-0179 |      |
| Pfelling (Standort) | Bestattungsplatz vor- oder frühgeschichtlicher Zeitstellung. | D-2-7142-0412 |      |
| Pfelling (Standort) | Untertägige mittelalterliche und frühneuzeitliche Befunde im Bereich der Katholischen Pfarrkirche St. Margaretha in Pfelling, darunter Spuren von Vorgängerbauten und der Friedhof. | D-2-7142-0415 |      |
| Pfelling (Standort) | Siedlung vor- und frühgeschichtlicher Zeitstellung. | D-2-7142-0473 |      |